# Rio Caroni
O rio Caroni é um curso de água venezuelano, afluente da margem direita do rio Orinoco. É um dos rios venezuelanos mais volumosos e compridos, alcançando os 952 Km desde Cuquenán, onde nasce com o nome de rio Cuquenán, até sua afluência com o Orinoco, a qual pertence à bacia do Orinoco. O nome de Caroni começa a ser empregado a partir da afluência do rio Cuquenán e o rio Yuruaní, a 182 Km da nascente do Cuquenán e a 770 de dasaguar no Orinoco. Localiza-se no sul da Venezuela, no estado de Bolívar, sendo o principal afluente do rio Orinoco. A bacia superior do Caroní está localizada na Grande Savana (Parque Nacional Canaima), na Guyana Venezuelana, perto da fronteira com o Brasil.

## Bacia do Caroní
A Bacia do rio Caroní tem mais de 95.000 km² e forma parte da bacia do Orinoco, o rio mais importante da Venezuela. É constituído por dois grandes rios, de características muito parecidas: o próprio Caroní e seu afluente o Paragua. São rios com um curso desnivelado, no qual as quedas se intercalam com pedaços de curso lento, onde se apresentam muitos meandros e lagos em ferradura. Entra as quedas as mais importantes são as Cataratas do Anjo, a maior queda do mundo com quase 1000 metros de queda livre, e a Queda Cuquenán (a terceira maior do mundo), com mais de 600 metros de queda, além de outras muitas de menores alturas, mas de consideréveis volumes, como o Salto Aponguao.

## Aproveitamento hidroelétrico
O rio Caroni, devido ao seu volume (com uma desembocadura média anual de 4.850m³ por segundo) e seus desníveis é aproveitado para a geração de energia hidroelétrica, tendo ao longo de seu curso 4 usinas hidrelétricas (Macagua I e II, Caruachi e Guri). Essa última é uma das mais importantes do mundo e gera cerca de 10 milhões de Kw/h e é por enquanto a segunda maior do mundo, atrás apena de Itaipu, no rio Paraná.

## Parques Nacionais
Na bacia dos rios que formam o Caroni (Aponguao, Cuquenán y Yuruaní) se estende a Grande Savana, que forma parte do Parque Nacional Canaima.

## Turismo
A bacia do Caroní é uma das regiões mais espetaculares e bonitas do mundo, ideal para o turismo de aventura: paisagens de selvas e de savanas, inumeráveis cataratas e cachoeiras, cânions profundos e platôs elevados, rios caudalosos de águas muito limpas (de cor escura, quase preta, quando muito preofundas), praias com areia rosa, etc. Entre os atrativos mais notáveis do ponto de vista turístico, se encontram as cachoeiras de Aponguao, de Kamá, Eutobarima (no proprio rio Caroní, mas de difícil acesso), o lago e a central hidroelétrica de Guri, o Auyantepuy com o Salto Angel e o magnífico desfiladeiro de Kavak, etc.